# LISN
La LISN (line impedance stabilization network) è letteralmente una "rete di stabilizzazione dell'impedenza di linea". È utilizzata nelle prove di compatibilità elettromagnetica, in particolare in quelle riguardanti le emissioni condotte, cioè la misura delle correnti di disturbo introdotte nella rete elettrica di alimentazione da parte di ogni dispositivo ad essa connesso. Viene introdotta per due motivi:
- poiché la rete elettrica di alimentazione è essa stessa sede di disturbi, tali componenti potrebbero sommarsi a quelle prodotte dal dispositivo sotto test (detto anche EUT o DUT) inficiando il risultato della misura;
- l'impedenza vista ai capi di una presa di alimentazione è molto variabile sia nel tempo che nello spazio, quindi misure fatte in luoghi o tempi diversi darebbero risultati non confrontabili.

La LISN deve quindi comportarsi come un filtro passa basso verso l'EUT (in modo da permettere il passaggio della corrente di alimentazione ma non dei disturbi a più alta frequenza) e deve mantenere un'impedenza di carico approssimativamente stabile nell'intervallo di frequenze previsto dalla normativa sulle emissioni condotte (cioè tra i 150 kHz e i 30 MHz).

## Esempio di implementazione

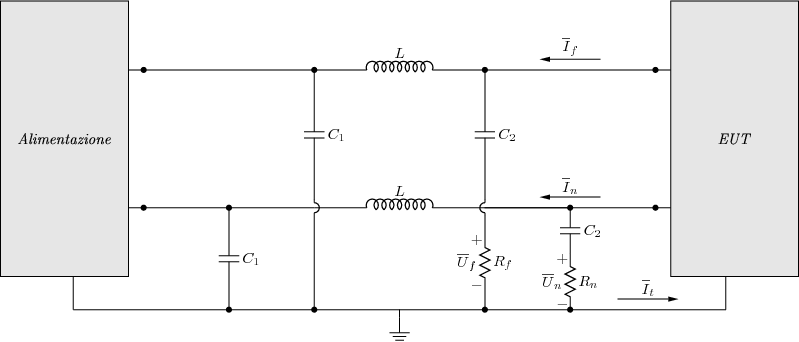
Schematico di un'implementazione della LISN

Una semplice implementazione della LISN per un carico monofase è data dalla rete riportata in figura. Come si vede, il generico dispositivo è rappresentato dal bipolo EUT, che può emettere correnti di disturbo sia dal cavo di fase ({\displaystyle {\overline {I}}_{f}}) che da quello di neutro ({\displaystyle {\overline {I}}_{n}}). Tali correnti possono poi richiudersi tramite il conduttore di terra. 
Il filtro rappresentato in figura contiene i condensatori {\displaystyle C_{1}} (valore tipico: {\displaystyle 1\mu F}) che sono assimilabili a dei lati aperti alla frequenza di alimentazione (50-60 Hz), mentre alle frequenze di interesse deviano eventuali correnti di disturbo provenienti dalla rete. Un effetto di blocco duale è svolto dalle due induttanze {\displaystyle L} (tipicamente di {\displaystyle 50\mu H}) che rappresentano delle impedenze significative alle frequenze della normativa, disaccoppiando l'EUT dalla rete. Infine, i condensatori {\displaystyle C_{2}} (valore tipico: {\displaystyle 0.1\mu F}) evitano che le resistenze {\displaystyle R_{f}} e {\displaystyle R_{n}}
(che rappresentano le resistenze di ingresso dell'analizzatore di spettro, normalmente di {\displaystyle 50\Omega }) assorbano, oltre alla corrente di disturbo, anche la corrente di alimentazione.
Tale circuito è molto simile al circuito usato negli Stati Uniti dove la normativa è meno stringente di quella europea (si chiede di partire dai 450 kHz). In Europa è necessario un circuito leggermente diverso, per rispettare la normativa anche alle frequenze più basse.